# Salvada
Salvada is een plaats (freguesia) in de Portugese gemeente Beja en telt 1 245 inwoners (2001).